# Tonight’s the Night
Tonight’s the Night ist das sechste, 1975 veröffentlichte Studioalbum von Neil Young. 2003 setzte es die Zeitschrift Rolling Stone, die es bereits 1975 als „Album des Jahres“ ausgezeichnet hatte, in ihrer Liste der 500 besten Alben aller Zeiten auf Platz 331. Zudem ist Tonight’s the Night der Titel des ersten Lieds auf dem Album.

## Allgemeines
Wie sein Vorgänger On the Beach war Tonight’s the Night zum Zeitpunkt seiner Veröffentlichung kein kommerzieller Erfolg. Das Album, das bewusst sehr einfach und ungeschliffen produziert wurde, erfuhr im Laufe der Zeit jedoch große Wertschätzung.
Young schrieb das Album, nachdem seine Freunde Bruce Berry (Roadie von Crazy Horse) und Danny Whitten an einer Überdosis Heroin gestorben waren.
Die Aufnahmen für das Album wurden bereits 1973 aufgezeichnet, die meisten Titel an einem einzigen Tag, dem 26. August. Die Veröffentlichung verzögerte sich jedoch um zwei Jahre.
Der Titel Come On Baby Let’s Go Downtown wurde im März 1970 live mit Crazy Horse aufgezeichnet. Ein ausführlicher Mitschnitt des Konzerts erschien 2006 unter dem Titel Live at the Fillmore East als CD.

## Titelliste
Alle Songs wurden, wenn nicht anders vermerkt, von Neil Young geschrieben.
Seite 1
1. Tonight’s the Night – 4:39
2. Speakin’ Out – 4:56
3. World on a String – 2:27
4. Borrowed Tune – 3:26 (basiert auf Lady Jane von den Rolling Stones)
5. Come On Baby Let’s Go Downtown (live) – 3:35 (Whitten/Young)
6. Mellow My Mind – 3:07

Seite 2
1. Roll Another Number (For the Road) – 3:02
2. Albuquerque – 4:02
3. New Mama – 2:11
4. Lookout Joe – 3:57
5. Tired Eyes – 4:38
6. Tonight’s the Night – Part II – 4:52